# Cactus (canção de Belinda)
"Cactus" é uma canção da cantora e compositora hispano-mexicana Belinda lançada como single principal de seu quinto álbum de estúdio, Indómita (2025). É seu primeiro single m 10 anos desde "I Love You... Te Quiero".

## Antecedentes e composição
Depois de quase uma década sem lançar material novo e ainda colaborando com outros artistas, Belinda anunciou seu retorno à música em 7 de agosto de 2023, quando assinou contrato com a Warner Music Group, significando que o quinto álbum estava mais uma vez em obras.
Em 10 de janeiro de 2024, ela excluiu todas as suas postagens no Instagram. Ela anunciou a música postando três fotos de um cacto crescendo lentamente, usando as hashtags "Renasce", "Cresce" e "Floresce" nos dias 17, 18 e 19 de janeiro, respectivamente. A música acabou sendo lançada em 31 de janeiro.
A música foi escrita por Belinda Peregrín, Mr. Naisgai e José Ángel Pérez Sandoval.

### Conteúdo lírico
A letra da música vazou um dia antes de seu lançamento e estava implícita como sendo sobre o relacionamento passado que ela teve com Christian Nodal: "Al final no hay bien sin mal y el dolor se pasará. Yo volví, Beli-k...No fuiste lo que esperé de ti, carajo como me hiciste sufrir... De que sirvió tatuarte mis ojos pa' luego borrarlos con otros... Yo nunca dije nada de ti y con mucha clase yo me fui". Isso foi confirmado quando outro teaser do vídeo mostrou um homem parecido com Nodal e com uma tatuagem dos olhos de Belinda no peito.

## Videoclipe
O videoclipe foi lançado no mesmo dia da música. Foi dirigido por Flakka. O vídeo mostra Belinda usando um chapéu preto enquanto é perseguida no deserto por um trio de homens armados enquanto exibe alusões ao seu antigo romance com Christian Nodal.

## Desempenho nas tabelas musicais

### Posições
| Parada Musical (2024)           | Melhor Posição |
| ------------------------------- | -------------- |
| Bolívia ( Monitor Latino )      | 11             |
| Chile ( Monitor Latino )        | 18             |
| Colômbia ( Monitor Latino )     | 10             |
| Costa Rica ( Monitor Latino )   | 8              |
| Equador ( Monitor Latino )      | 10             |
| Global Excl. Us (Billboard)     | 194            |
| Guatemala ( Monitor Latino )    | 19             |
| México ( Monitor Latino )       | 1              |
| México ( Billboard )            | 21             |
| Peru Popular ( Monitor Latino ) | 2              |

## Certificações
| País              | Certificação |
| ----------------- | ------------ |
| México - AMPROFON | Ouro         |